# أندريه ساخاروف
أندريه ديمترفيتش ساخاروف (Андре́й Дми́триевич Са́харов) هو عالم نووي سوفياتي ولد في موسكو في 21 مايو 1921، وتوفي في 14 ديسمبر 1989. حصل على جائزة نوبل للسلام سنة 1975 لدفاعه عن حقوق الإنسان وضحايا السياسة. كما كان معارضًا للنزعة الليسينكووية في العلم السوفيتي التي كانت ترفض علم الوراثة المندلية انتصارًا لنسختها البدائية من الدارونية، واتهمها بأنها مسؤولة عن اضطهاد وقتل الكثير من العلماء.:109ووضعته المخابرات السوفياتية تحت الإقامة الإجبارية والمراقبة سنة 1979 بعد انتقاده لسلطات بلاده.

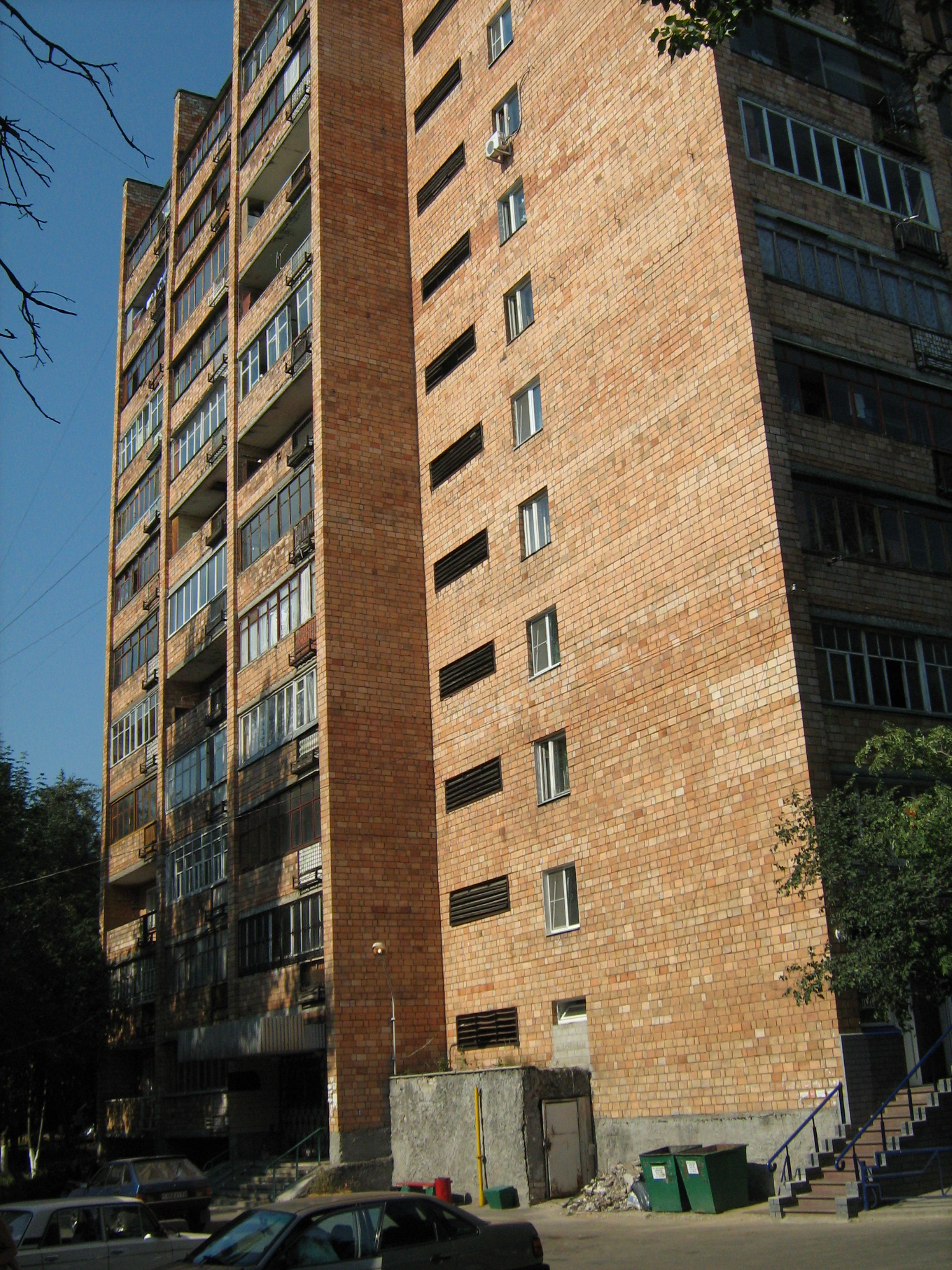
البناء الذي احتجز فيه ساخاروف بالإقامة الجبرية من ضاحية Scherbinki من 1980 إلى 1986 وشقته حاليًا حولت إلى متحف.

كان ساخاروف ناشطًا ينادي بنزع الأسلحة النووية، ويدافع عن السلام وحقوق الإنسان. اشتهر ساخاروف بكونه مصمم القنبلة الهيدروجينية التي كانت جزءًا من مشروع تطوير الأسلحة الهيدروجينية السوفيتية الذي يُرمز له بأر دي إس 37. أضحى ساخاروف في وقت لاحق مدافعًا للحريات المدنية والإصلاحات المدنية في الاتحاد السوفيتي، ونتيجة لذلك تعرض لاضطهاد الدولة. نال ساخاروف جائزة نوبل للسلام عام 1975 تقديرًا لجهوه. تُمنح جائزة ساخاروف لحرية الفكر سنويًا للأشخاص والمنظمات الذين كرسوا حياتهم من أجل حقوق الإنسان وحرياته، وسُميت بهذا الاسم تكريمًا له.

## السيرة الشخصية
وُلد ساخاروف في موسكو في 21 مايو 1921. وهو ابن دميتري إيفانوفيتش ساخاروف: معلم فيزياء في مدرسة خاصة وهاوي عزف البيانو، ودرّس لاحقًا في جامعة ولاية موسكو. وكان جده محاميًا بارزًا في الإمبراطورية الروسية، وكان يظهر الكثير من الاحترام للتوعية الاجتماعية والمبادئ الإنسانية (مثل دفاعه عن إلغاء الحكم بالإعدام) بصفة أثرت في حفيده لاحقًا. ووالدة ساخاروف هي ييكاترينا أليكسييفنا ساخاروفا: حفيدة ابن القائد العسكري البارز أليكسي سيمينوفيتش سوفيانو الذي تعود أصوله إلى اليونان. شكل والدا ساخاروف وجدته ماريا بيتروفنا شخصيته بدرجة كبيرة. فقد كانت أمه وجدته تترددان على الكنائس، أما والده فلم يكن مؤمنًا بالدين. وعندما بلغ ساخاروف سن الثالثة عشر أدرك أنه لا يؤمن بالدين هو الآخر. ولكن على الرغم من كونه ملحدًا فقد كان يؤمن بوجود «مبدأ إرشادي» يتخطى القوانين الفيزيائية.

### تعليمه ومسيرته المهنية
التحق ساخاروف بجامعة موسكو الحكومية عام 1938. وعقب إخلاء المدينة عام 1941 أثناء الحرب الوطنية العظمى (الحرب العالمية الثانية) تخرج ساخاروف في عشق آباد في ما يُعرف حاليًا بتركمنستان. وبعدها كُلف بالعمل في مختبر في أوليانوفسك. وفي عام 1943 تزوج كلافديا أليكسييفنا فيخيريفا، وأنجب منها بنتين وولد. تُوفيت كلافديا لاحقًا في عام 1969. عاد ساخاروف إلى موسكو في عام 1945 كي يدرس في القسم النظري في المعهد الفيزيائي التابع لأكاديمية العلوم السوفيتية. ونال درجة الدكتوراه عام 1947.

### تطوير القنبلة الهيدروجينية

ساخاروف مع الرئيس الأمريكي رونالد ريغان عام 1988

عقب انتهاء الحرب العالمية الثانية أجرى ساخاروف أبحاثًا عن الأشعة الكونية. وفي منتصف عام 1948 شارك في مشروع القنبلة الذرية السوفيتي تحت إشراف إيجور خرشاتوف وإيجو تام. وفي عام 1948 توصل فريق أبحاث ساخاروف في أكاديمية العلوم السوفيتية إلى فكرة جديدة: وجدوا أن إضافة قشرة من اليورانيوم الطبيعي المخصب حول عنصر الديوتريوم تؤدي إلى زيادة تركيز الديوتريوم عند الحدود الفاصلة بين اليورانيوم والديوتريوم وزيادة قوة القنبلة بشكل عام، وذلك لأن اليورانيوم الطبيعي يلتقط النيوترونات ويخضع للتفاعل الانشطاري تلقائيًا حتى يولد طاقة كافية لبدء التفاعل الاندماجي. أطلق ساخاروف على فكرة تطوير قنبلة مكونة من طبقات متناوبة من اليورانيوم والديوتريوم اسم «سلويكا»، أو الكعكة متعددة الطبقات. أجرى الروس أول اختبار للقنبلة الذرية السوفيتية في 29 أغسطس 1949. وعقب رحيل ساخاروف إلى ساروف في عام 1950 لعب دورًا رئيسيًا في تطوير أول قنبلة هيدروجينية سوفيتية بقوة مقدارها يُقاس بالميغاطن باستخدام تصميم يُعرف في روسيا باسم «فكرة ساخاروف الثالثة»، ويُعرف في الولايات المتحدة بتصميم تيلر–أولام. حاول ساخاروف تجربة «الكعكة متعددة الطبقات» باستخدام طبقات متناوبة من وقود الانشطار والاندماج قبل أن يلجأ إلى فكرته الثالثة. ولكن النتائج خيبت الآمال، فقد كانت تلك القنبلة بنفس قوة القنبلة الانشطارية. ورغم ذلك ارتأى ساخاروف أن هذا التصميم يستحق فرصة ثانية نظرًا إلى وفرة الديوتريوم وشح اليورانيوم، إلى جانب أنه لم يدرك حينها مدى قوة السلاح النووي الأمريكي. أدرك ساخاروف أن الطريقة الوحيدة لجعل الانفجار في أحد جانبي الوقود النووي يتسبب في انضغاط الوقود الاندماجي بشكل متماثل هي أن يستخدم مرآة لعكس اتجاه الإشعاع النووي. لم تسمح روسيا لساراخوف بنشر تفاصيل تلك التقنية وقت كتابة مذكراته، ولكن تصميم تيلر–أولام يركز الأشعة السينية التي تصدرها القنبلة الانشطارية على إسطوانة من ديوتريوم الليثيوم لضغطها بشكل متماثل. يُعرف هذا الأسلوب بالانضغاط الإشعاعي. كانت قنبلة تيلر–أولام مزودة كذلك بقنبلة انشطارية ثانوية داخل إسطوانة الديوتريوم للمساعدة على ضغط الوقود الاندماجي وتوليد النيوترونات لتحويل بعض ذرات الليثيوم إلى تريتريوم لإنتاج خليط من الديوتريوم والتريتريوم. خضعت فكرة ساخاروف للاختبار لأول مرة من خلال قنبلة أر دي إس 37 في عام 1955. ومن بين القنابل الأخرى التي تعتمد على نفس التصميم الذي ابتكره ساخاروف: قنبلة القيصر بقوة 50 ميغاطن التي فُجرت في أكتوبر عام 1961، وهي تُعد أقوى قنبلة نووية فُجرت في التاريخ حتى الآن.

## روابط خارجية
- أندريه ساخاروف على موقع الموسوعة البريطانية (الإنجليزية)
- أندريه ساخاروف على موقع مونزينجر (الألمانية)
- أندريه ساخاروف على موقع إن إن دي بي (الإنجليزية)